# Малоустьикинское
Малоустьи́кинское (баш. Кесе Ыҡтамаҡ) — село в Мечетлинском районе Республики Башкортостан Российской Федерации. Административный центр Малоустьикинского сельсовета.

## География
Находится в северо-восточной части региона, в нижнем течении реки Ик, в пределах Приайской увалисто-волнистой равнины.

### Географическое положение
Расстояние до:
- районного центра (Большеустьикинское): 5 км,
- ближайшей ж/д станции (Красноуфимск): 113 км.

### Климат
Характеризуется достаточно тёплым и влажным умеренно континентальным климатом.

## История
С селом слилось селение Зарека, сейчас ул. Заречная (за рекой Ик), в 1939—1940 гг — Деревушка.

## Население
| 1939 | 1959 | 1970 | 1979 | 1989 | 2002 | 2009 |
| ---- | ---- | ---- | ---- | ---- | ---- | ---- |
| 703  | ↗816 | ↘633 | ↘562 | ↘435 | ↗570 | →570 |
| 2010 |      |      |      |      |      |      |
| ↘561 |      |      |      |      |      |      |

### Национальный состав
Согласно переписи 2002 года, преобладающая национальность — русские (80 %).